# لورة
لَوْرَة (بالإسبانية: Lora del Río)‏ هي مدينة وبلدية تقع في مقاطعة إشبيلية بمنطقة الأندلس ذاتية الحكم من جنوب إسبانيا. بلغ عدد سكانها 19.194 نسمة عام 2007.

## أعلام
- كيفن لوبيز
- سباستيان كورونا
- خوسيه أنجيل كريسبو